# Moskva tror inte på tårar
Moskva tror inte på tårar (ryska: Москва́ слеза́м не ве́рит Moskvá slezám ne vérit) är en kärleksfilm regisserad av Vladimir Mensjov från 1980. Den utspelar sig i Moskva. Filmen vann en Oscar 1980 för bästa utländska film.

## Handling
Moskva 1958. Katerina, Antonina och Ljudmila till Moskva för att ta fabriksarbete. De delar rum på ett arbetarhem medan Antonina uppvaktas av den tröge Nikolaj och Ljudmila är fast besluten att gifta sig med en rik och/eller berömd man.

## Rollista
- Vera Alentova – Katerina Alexandrovna Tichomirova, montör, senare chef på en kemisk anläggning
- Irina Muravjova – Ljudmila Sviridova, bagare, senare kemtvätt
- Aleksej Batalov – Georgij Ivanovitj (Gosja / Goga / Zjora / Jurij), Katerinas älskare, mekaniker på forskningsinstitutet
- Raisa Rjazanova – Antonina (Tosia) Bujanova, målare på en byggarbetsplats
- Boris Smortjkov – Nikolaj, Tosias man, elektriker på en byggarbetsplats
- Alexander Fatiusjin – Sergej Gurin, framstående hockeystjärna och Ljudmilas fästman
- Jurij Vasiljev – Rodion (Rudolf) Petrovitj Ratjkov, Alexandras far, filmfotograf på Ostankino
- Natalja Vavilova – Alexandra, Katerinas och Rudolfs dotter, student
- Valentina Usjakova – Anna Nikititjna, Nikolajs mamma
- Viktor Uralskij – Michail Ivanovitj, Nikolajs far
- Zoja Fjodorova – faster Pasja, vaktmästare på vandrarhemmet
- Jevgenija Chanajeva – Ratjkovs mamma
- Lija Achedzjakova – Olga Pavlovna, klubbägare
- Oleg Tabakov – Volodja, Katerinas ex
- Vladimir Basov – Anton Kruglov, biträdande chef på Glavka, gäst på Ljudmila och Katerinas fest
- Jurij Perov – Perov, kandidat för teknisk vetenskap, gäst på Ljudmila och Katerinas fest
- Eduard Ozerjanskij – Eduard Vasilievitj Ozerjanskij, testingenjör, gäst på Ljudmila och Katerinas fest
- Viktor Neznanov – poet, gäst på Ljudmila och Katerinas fest
- Michail Zimin – professor Alexej Tichomirov, Katerinas farbror
- Ivetta Kiseleva – Margarita, professor Tichomirovs fru
- Alexander Zjiltsov – Nikita, Alexandras älskare, student
- Jurij Koblov – Gena, Tosia och Nikolajs äldsta son, student
- Nina Savisjtjeva – Marina, Genas älskare, student
- Slava Matvejev – Vitia, Rudolfs yngre bror, pionjär
- Vladlen Paulus – Lednev (Michalytj), butikschef, arbetsledare
- Natalja Sanko – Katerinas kollega på fabriken
- Gennadij Jalovitj – Gosjas vän på en picknick med en hund, filosofie doktor
- Alfred Soljanov – Gosjas vän på picknicken, gitarrist med skäggsår
- Alexander Borodjanskij – Gosjas vän på en picknick
- Larisa Barabanova – bagare, Ljudmilas kollega
- Galina Dobrovolskaja – bagare, Ljudmilas kollega
- Jelena Volskaja – väktare i skyskrapan
- Inna Vychodtseva – tv-direktör
- Ljudmila Stojanova – Ljudmila, tv-korrespondent
- Garri Bardin – chefsingenjör på en kemisk anläggning
- Övriga roller: Andrej Voznesenskij, Tatiana Konjuchova, Innokentij Smoktunovskij (som sig själv), Georgij Jumatov, Leonid Charitonov, Pavel Rudakov, Veniamin Netjajev